# 淡水街長多田榮吉故居
25°10′24″N 121°26′14″E / 25.173259°N 121.437354°E
淡水街長多田榮吉故居，簡稱多田榮吉故居（日文：ただえいきちこきょ），始建於1937年，是位於新北市淡水區的住居建築，現為新北市市定古蹟。

## 歷史

### 日治時期

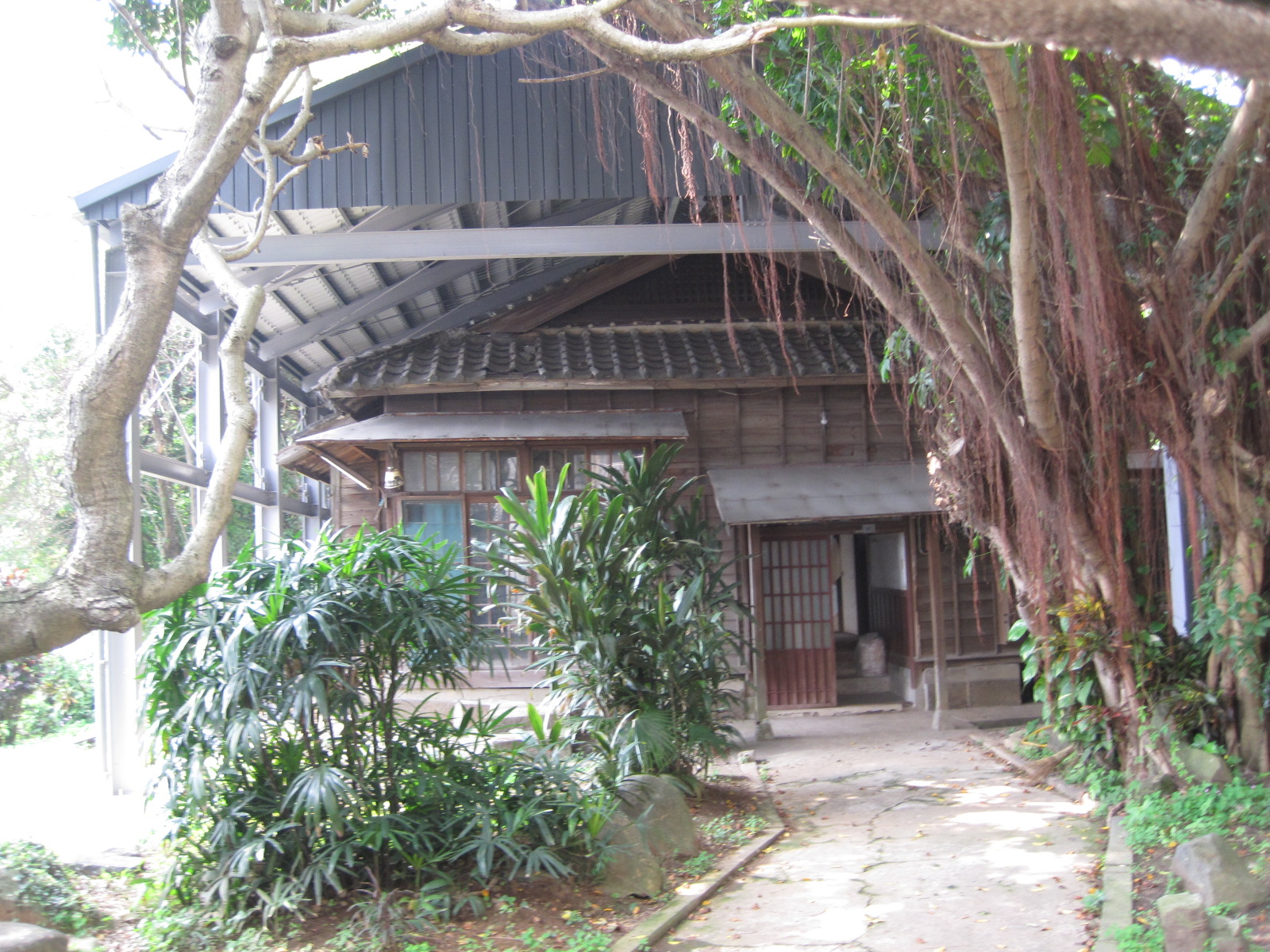
修復前的多田榮吉故居

多田榮吉為日治時期淡水知名企業家、地方官員，生於1864年10月24日，其祖父時代更擁有廣闊的土地與財產。榮吉深受其父祖的遺傳和影響，終生為社會公益而努力，被認為是日治時代來臺灣的企業家中「少見以服務公共事務為樂者」，1897年（明治30年），多田渡海來臺，在臺北榮町（今衡陽路）石黑商會處，設立「千代田商會」，因此開始從事電氣器材的販賣。後在1905年（明治38年）遷居淡水，曾先後擔任淡水稅關酒保、第一屆淡水街協議會會員、淡水街長、淡水商工會顧問等等官員或委員工作。
昭和9年（1934年），多田榮吉租借土地興建住宅，即現今之多田榮吉故居。該土地過去清治時期原為淡水洪姓族人所有，但清末時為被營兵侵占，洪氏轉賣給商賈陳阿順，後經訴訟被清廷地沒收成為官田，改為學海書院所有，日治時期土地歸於台灣總督府轄下財團法人學租財團進行管理。並在昭和12年（1937）3月，土地的0.506甲（約等於0.491公頃）山林地變更成建築用地，後轉賣給多田榮吉，建築因此而建造。。

### 戰後至今
1945年日本戰敗後，多田一家被遣返日本神戶，晚年鬱鬱寡歡，未與其他住過淡水的日本人連繫，將本建築則出賣給淡水獸醫劉興明。然而由於多田榮吉故居在戰後被國民政府經濟部以日產名義接收，使得該宅存在著產權爭議問題，經多次協調後才得以保存。1972年多田榮吉故居改由經濟部標準檢驗局登記接管後，至2004年12月22日由滬尾文史工作室提出古蹟申報，臺北縣政府才公告為古蹟。2014年10月22日新北市政府文化局開始進行市定古蹟「淡水街長多田榮吉故居」修復及再利用工程，2015年10月21日完工，2016年7月18日對外開放民眾參觀。

## 建築設計
多田榮吉故居為紅檜木搭建的和式建築物，建築正立面面寬約8.3公尺，主要入口居中，屋架採用傳統木造屋架；外牆以雨淋板構建而成，內部構造一般日式宿舍空間格局相仿，主要有車寄、玄關、取次、座敷、次の間、茶の間、寢所、台所、緣側、押入、廊下、風呂、便所與洗面所。室內除玄關、勝手口、風呂等出入口，以水泥地面之「土間」外，其餘皆為稱為「高床」之高架地板，並未加入西洋式「洋館」的空間，天花板則是使用格緣天井的做法，讓各種空間配置更加完整，主要的隔間則是用拉門來區隔，此外，本建築地基部分挑高挑空，對於防潮也達到了一定程度的效果。。

## 圖片

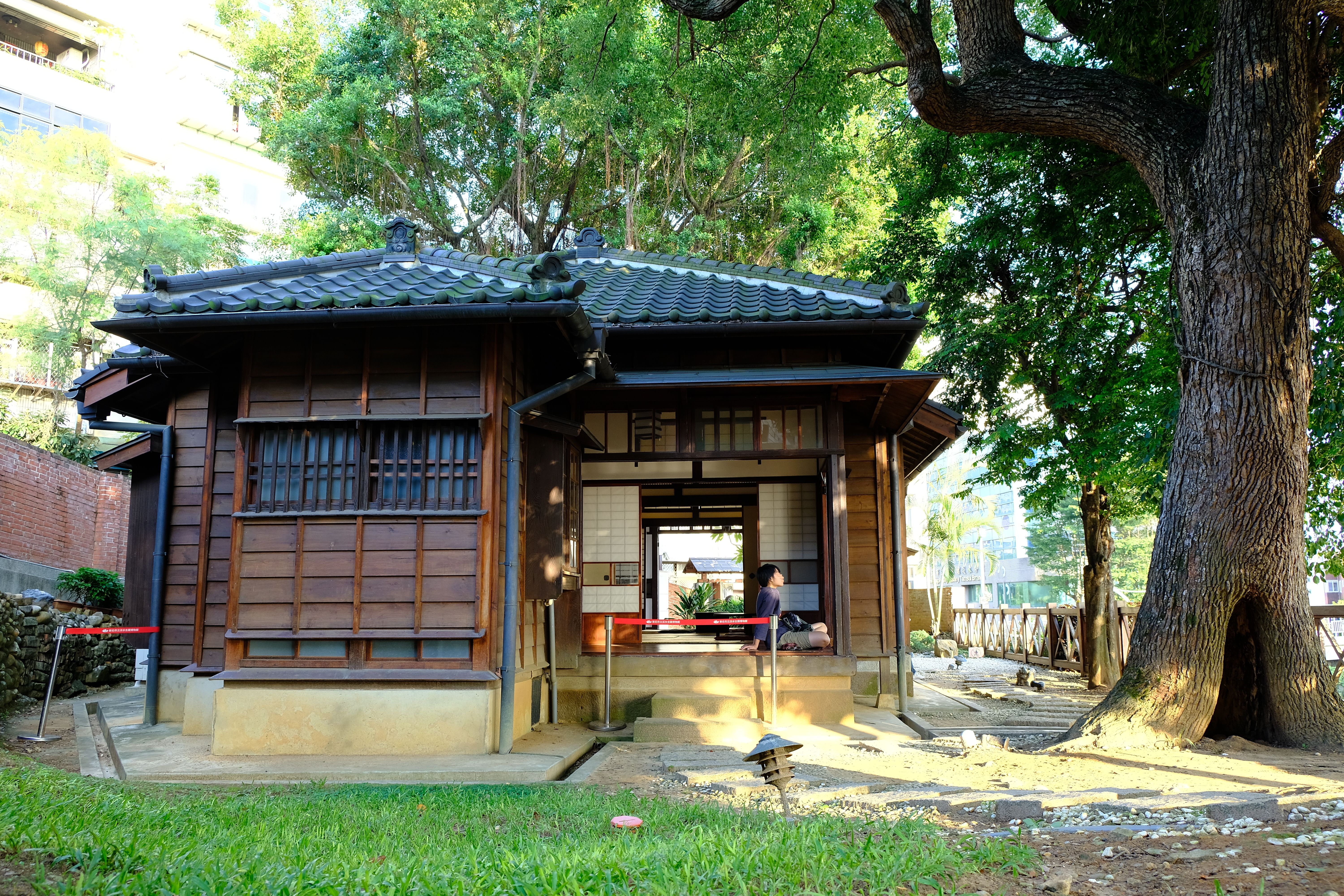
多田榮吉故居外觀
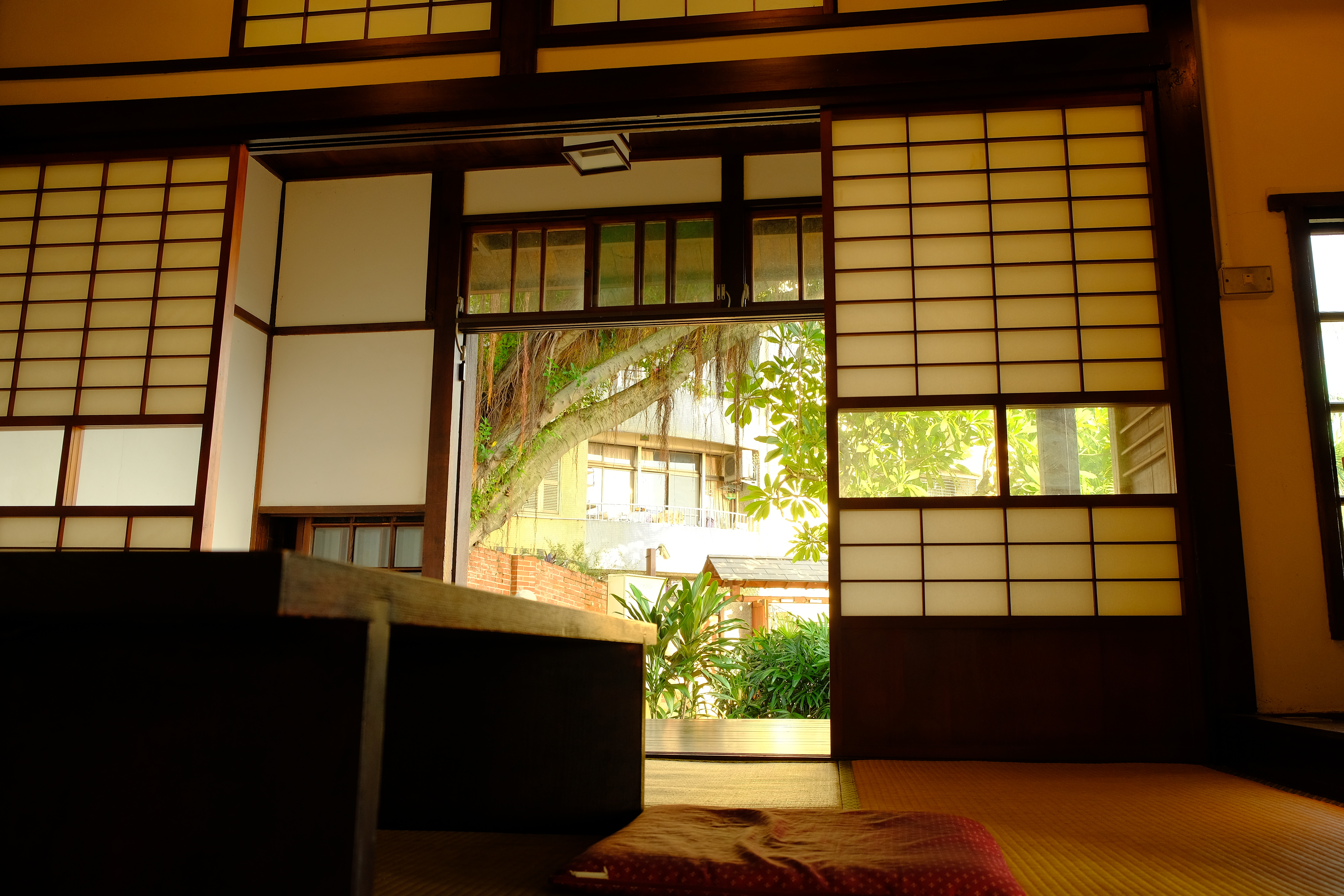
多田榮吉故居內部照
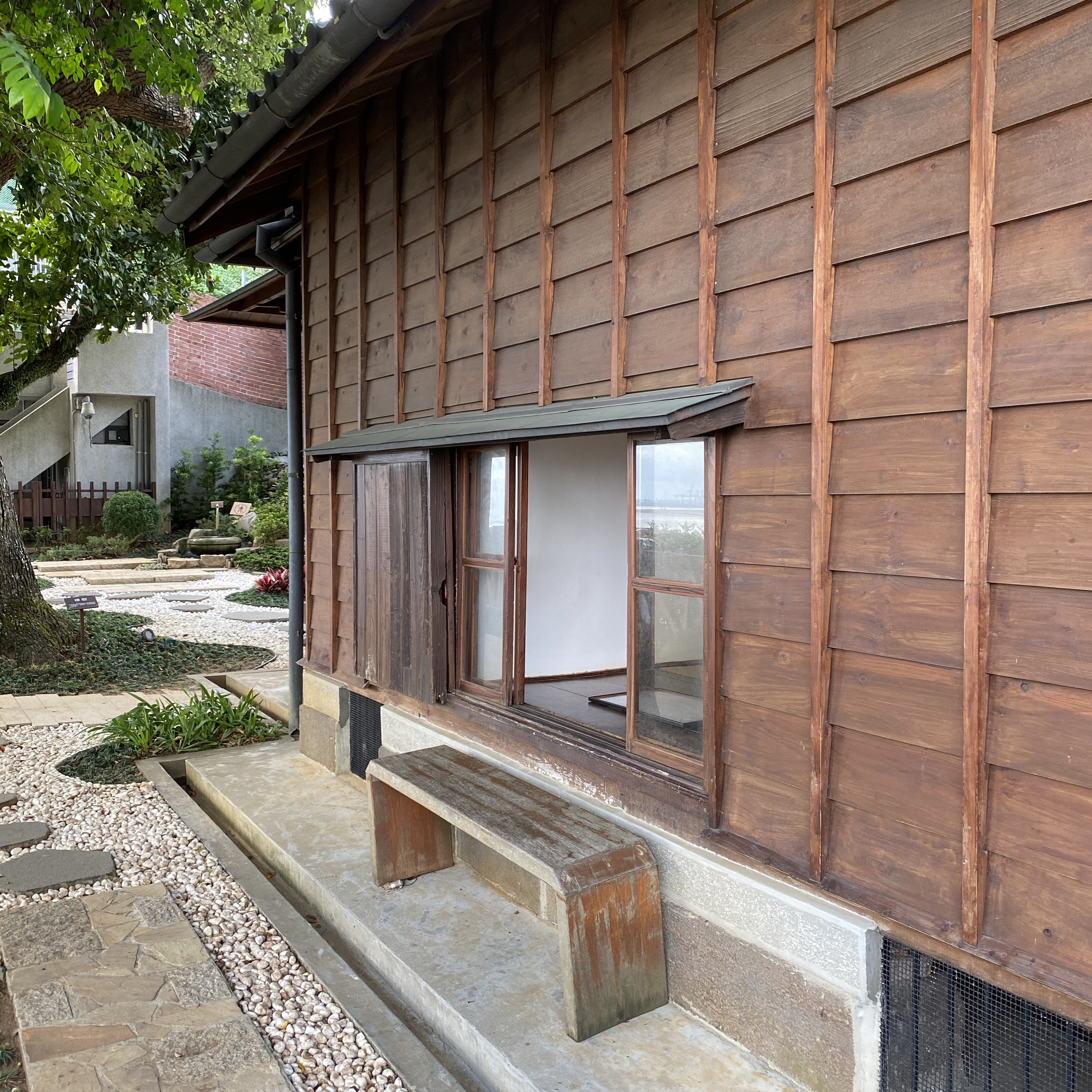
多田榮吉故居的雨淋板
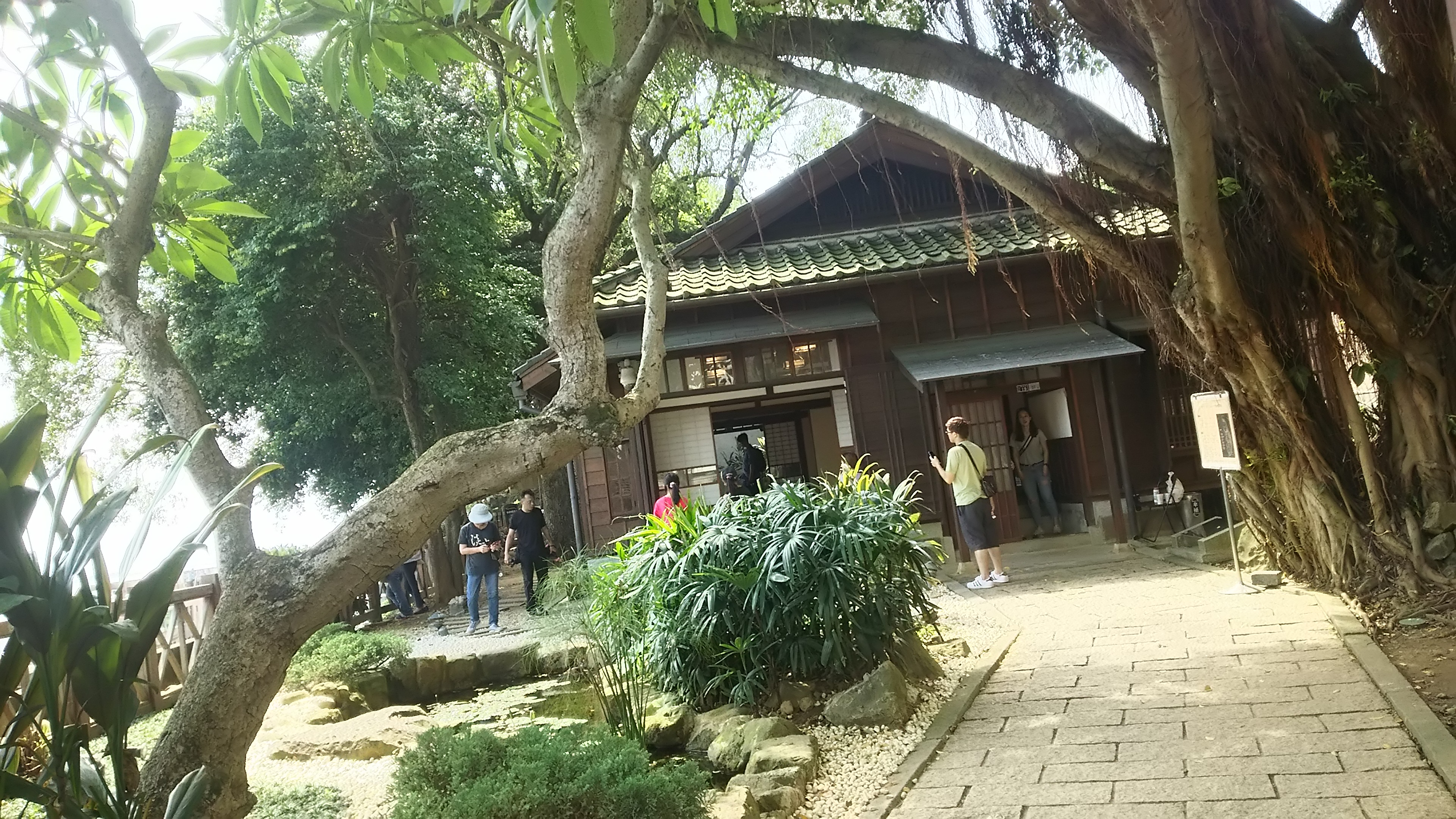
多田榮吉故居玄關